# جوناثان والترز
جوناثان رونالد والترز (بالإنجليزية: Jonathan Ronald Walters)‏ (مواليد 20 سبتمبر 1983 في موريتون، إنجلترا) لاعب كرة قدم أيرلندي يجيد اللعب في مركز المهاجم والجناح الأيمن ويلعب حاليا في ستوك سيتي الإنجليزي منذ 2010.

## روابط خارجية
- جوناثان والترز على موقع الاتحاد الأوربي (الإنجليزية)
- جوناثان والترز على موقع قاعدة بيانات كرة القدم.إي يو (الإنجليزية)
- جوناثان والترز على موقع ناشيونال فوتبول تيمز (الإنجليزية)
- جوناثان والترز على موقع Soccerbase.com (لاعب) (الإنجليزية)
- جوناثان والترز على موقع Soccerway.com (الإنجليزية)
- جوناثان والترز على موقع عالم كرة القدم.نت (الإنجليزية)
- جوناثان والترز على موقع AS.com (الإسبانية)